# Incachernes brevipilosus
Espèce
Synonymes
- Chelifer brevipilosus Ellingsen, 1910

Incachernes brevipilosus est une espèce de pseudoscorpions de la famille des Chernetidae.

## Distribution
Cette espèce est endémique de Colombie.

## Description
L'holotype mesure 1,60 mm.

## Publication originale
- Ellingsen, 1910 : Die Pseudoskorpione des Berliner Museums. Mitteilung aus dem Zoologischen Museum in Berlin, vol. 4, p. 357-423 (texte intégral).